# Ram Dewali
Ram Dewali – miejscowość w Pakistanie, w prowincji Pendżab. W 2017 roku liczyła 7104 mieszkańców.